# Luganské jezero
Luganské jezero (německy Luganersee, zastarale Lauisersee; italsky Lago di Lugano nebo Lago Ceresio) je jezero v Lombardských Alpách. Leží na jihu kantonu Ticino ve Švýcarsku a v Lombardii v severní Itálii v nadmořské výšce 270 m. Je pojmenované podle města Lugano. Má rozlohu 48,7 km². Dosahuje maximální hloubky 288 m a má objem 6,5 km³.

## Pobřeží
Ačkoli není jezero obzvlášť velké, vyznačuje se rozmanitostí. Na jeho březích se střídají hory a pruhy polí v jednotlivých výběžcích jezera. Vzniklo v poslední době ledové v místech, kde se srazily dva ledovce. Důsledkem toho je jeho extrémně členitý tvar. Břehy jsou prudké, členité a krásné. Známé vyhlídkové hory na břehu jsou Monte Brè (925 m n. m.) na východě a Monte San Salvatore (912 m n. m.) na západě od Lugana; dále Monte Generoso (1701 m n. m.) na jihovýchodním břehu. Mezi jižními výběžky jezera leží poloostrov tvořený horou Monte San Giorgio (1097 m n. m.); přírodní rezervace, jež se na hoře rozkládá, je od roku 2003 zapsána na seznamu Světového dědictví UNESCO – je to totiž unikátní a mimořádně bohaté naleziště zkamenělin pravěkých mořských živočichů.

## Vodní režim
Přítoky jezera jsou Vedeggio, Cassarate a Magliasina. Z jezera odtéká řeka Tresa, která ústí do jezera Lago Maggiore. Jarní až letní vzestup hladiny dosahuje 1,5 m a je zapříčiněn táním sněhu v povodí jezera.

## Obce a sídla
Jezero zasahuje na území dvou italských provincií, které obě patří do regionu Lombardie a dvou švýcarských okresů, které oba patří do kantonu Ticino:
- Švýcarsko (kanton Ticino)
  - okres Lugano — jezero zasahuje na území obcí Tresa, Pura, Caslano, Magliaso, Agno, Muzzano, Collina d’Oro, Lugano, Morcote, Vico Morcote, Melide, Paradiso, Bissone, Val Mara, Brusino Arsizio
  - okres Mendrisio — jezero zasahuje na území obcí Mendrisio, Riva San Vitale
- Itálie (Lombardie)
  - provincie Varese — jezero zasahuje na území obcí Lavena Ponte Tresa, Brusimpiano, Porto Ceresio
  - provincie Como — jezero zasahuje na území obcí Campione d'Italia, Porlezza, Osteno, Valsolda

## Využití
Na jezeře je rozvinutá místní vodní doprava.
Do Itálie zasahuje několik výběžků jezera a také se na jeho břehu nachází italská enkláva Campione d'Italia, která je známá svými kasiny. Jižně od Lugana prochází přes jezero po náspu Melide dálnice A2 (součást silnice E35) a železnice (Gotthardská dráha). Obě spojnice propojují města Bellinzona (Švýcarsko) a Como (Itálie).
Jelikož jezero leží v samotném nejjižnějším výběžku Švýcarska, má středomořské klima, je zde mnoho lázní a pobřeží láká mnoho turistů. Do okolí Luganského jezera se uchylovali do ústraní mnozí němečtí hudební skladatelé (Michael Jary, Martin Böttcher nebo Peter Thomas).